# Alfred Ritter (Unternehmen)

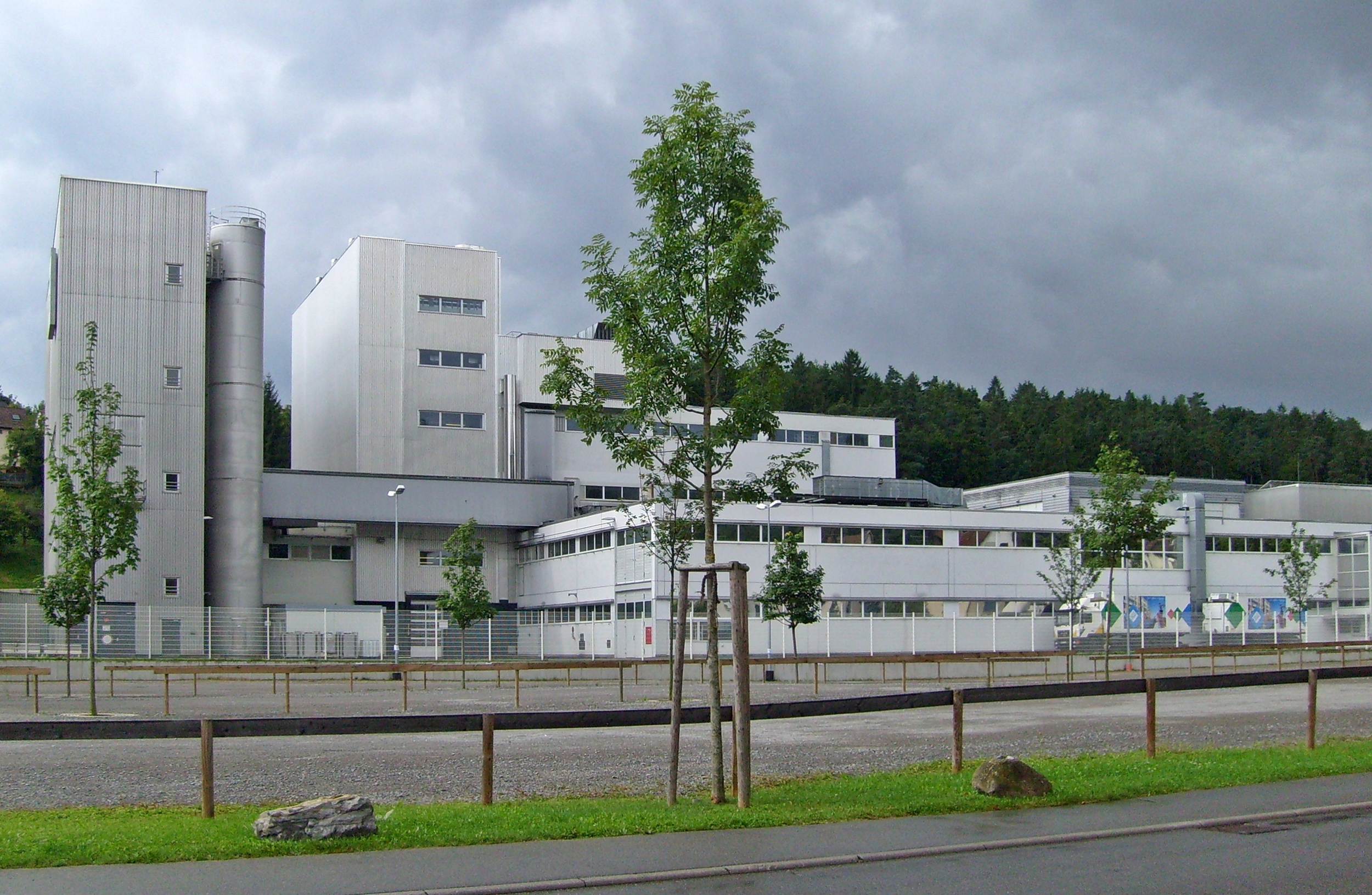
Das Ritter Sport-Werk in Waldenbuch

Die Alfred Ritter GmbH & Co. KG ist ein deutscher Schokoladenhersteller mit Hauptsitz in Waldenbuch, der durch die Schokoladenmarke Ritter Sport bekannt geworden ist.
Das Unternehmen wurde 1912 von Clara und Alfred Eugen Ritter gegründet und ist seither in Familienbesitz. Vorsitzender der Geschäftsführung ist seit 2015 Andreas Ronken.

## Geschichte

### Gründung und Anfangsjahre
1912 gründeten Clara und Alfred Eugen Ritter in Stuttgart-Cannstatt eine Schokoladen- und Zuckerwarenfabrik. Die erste Schokoladenmarke des Unternehmens, Alrika (für Alfred Ritter Kannstatt), kam 1919 auf den Markt. Zwischen 1920 und 1926 verdoppelte sich die Mitarbeiterzahl von 40 auf 80 Beschäftigte. 1930 zog das Unternehmen von Cannstatt nach Waldenbuch um. Clara Ritter hatte die Idee für eine Tafel Schokolade, die in die Tasche eines Sportjacketts passen sollte, sodass Kunden sie leichter mitnehmen können. Damit wurde die Marke Ritter Sport und die quadratische Form der Schokoladen eingeführt und die Marke Alrika wich der neuen Marke.

### Generationenwechsel und Wachstum
1952 verstarb der Unternehmensgründer und sein Sohn Alfred Otto Ritter übernahm die Leitung des Betriebes. 1959 starb die Firmengründerin Clara Ritter. Alfred Otto Ritter entschied Anfang der 1960er-Jahre, das Geschäft auf die Marke Ritter Sport und die quadratischen Tafeln auszurichten. Von 1960 bis 1970 verdreifachte sich der Umsatz. 1972 machte die Firma erstmals über 100 Millionen DM Umsatz. Nach dem Tod von Alfred Otto im Jahr 1974 übernahm dessen Frau Martha gemeinsam mit einer externen Geschäftsführung das Unternehmen, da beide Kinder noch studierten.
1978 stieg die dritte Generation ins Unternehmen ein, Alfred Theodor Ritter und seine Schwester Marli Hoppe-Ritter kamen in den Beirat und brachten zunehmend soziale, Umweltschutz- und Nachhaltigkeitsfragen in die Unternehmensführung ein. Alfred Theodor Ritter übernahm 1983 den Vorsitz des Beirats, 2005 übernahm er zunächst nach Jahren schnellen Wachstums und im Geschäftsjahr 2004 roten Zahlen auch den operativen Vorsitz der Alfred Ritter GmbH & Co. KG. 2008 schrieb das Unternehmen dann wieder schwarze Zahlen. 2015 gab Alfred Theodor Ritter den Vorsitz ab an den bisherigen Geschäftsführer Produktion und Technik, Andreas Ronken und wechselte auf den Vorsitz des Beirats, den zuvor seine Schwester innehatte.
Gesellschafter sind neben Alfred Theodor Ritter und Marli Hoppe-Ritter auch ihre Kinder Tobias und Tim Hoppe sowie Moritz, Lukas und Dora Ritter. 2016 wurde die Ritter und Hoppe KG gegründet, die nach Umfirmierung in R² Holding sukzessive in eine Holdinggesellschaft umgebaut wurde, die sämtliche Beteiligungen des Unternehmens hält. Geleitet wird sie seit 2021 in Doppelspitze von Tim Hoppe und Moritz Ritter, welcher sich 2020 aus dem operativen Geschäft des 1988 gegründeten Energieversorgers Ritter Energie zurückzog und wie Tim Hoppe weitere Positionen im Unternehmen zu übernehmen. 2021 schied Marli Hoppe-Ritter aus dem Beirat aus, woraufhin ihr Sohn ihre Nachfolge antrat. Seit 2023 ist weiterhin Michael Lessmann Teil der Geschäftsführung der R² Holding.

### Beteiligungen und Übernahmen ab 2010
Im 21. Jahrhundert steigerte Ritter den Anteil des internationalen Geschäfts: während 2011 noch 35 Prozent des Umsatzes außerhalb Deutschlands realisiert wurden und 2012 40 Prozent, betrug der Anteil 2022 bereits 58 %.
Im Jahr 2010 erwarb Alfred Ritter ein Drittel der Anteile an dem Berliner Start-up Chocri GmbH. 2019 übernahm Ritter von Mars Austria den Produktionsstandort in Breitenbrunn im österreichischen Burgenland und betreibt damit seine erste Fabrik außerhalb Deutschlands. Im selben Jahr gründete Ritter die Tochtergesellschaft Hang zur Sonne GmbH, die interne Startups betreibt. Geschäftsführer dort sind seit September 2023 Moritz Ritter, Tim Hoppe und Michael Lessmann.
2020 war Ritter in mehr als 100 Ländern vertreten, es wurden rund 70.000 Tonnen Schokolade produziert. Davon entfielen rund 5000 Tonnen auf den Produktionsstandort Breitenbrunn. Im Segment der 100-Gramm-Tafeln hatte es 2020 einen Marktanteil von 22,4 Prozent auf dem deutschen Markt und stand damit knapp hinter Mondelēz International und deren Marke Milka.
Im Frühjahr des Jahres 2023 übernahm Alfred Ritter von der Behla Spedition GmbH einen Konfektionierungs-Standort in Reichenbach an der Fils.

## Konzernstruktur
Das Mutterunternehmen der Alfred Ritter GmbH & Co. KG und des gesamten Konzerns ist die „R² Holding GmbH & Co. KG“. Im Geschäftsjahr 2022 erwirtschaftete der Konzern einen Umsatz von 561,5 Mio. Euro. Im selben Jahr waren 1.783 Mitarbeiter für den Konzern tätig. Moritz Ritter, Tim Hoppe und Michael Leßmann sind die Geschäftsführer der R² Holding und Andreas Ronken ist der Geschäftsführer der Alfred Ritter GmbH & Co. KG.
Zum Konzern gehören 15 inländische und 11 ausländische Tochterunternehmen mit Standorten in Deutschland, dem Vereinigten Königreich, Italien, Österreich, Russland, Singapur, der Niederlande, Frankreich, China und Nicaragua. Produktionsstandorte des Konzerns befinden sich in Waldenbuch und dem österreichischen Breitenbrunn.
Neben dem Werk in Waldenbuch befindet sich seit 2005 das Museum Ritter, das sich dem Quadrat in der Kunst des 20. und 21. Jahrhunderts widmet. Das Gebäude wurde vom Schweizer Architekten Max Dudler entworfen.

### Plantage
Im Jahr 2012 kaufte Ritter in Nicaragua 2.500 ha landwirtschaftliche Fläche, um darauf eine Kakaoplantage anzulegen. Die Fläche soll zum einen für den Kakaoanbau genutzt werden, zum anderen soll die unberührte Natur erhalten bleiben. Insgesamt wurden 1,5 Mio. junge Kakaobäume gepflanzt. Die Plantage trägt den Namen „El Cacao“.

## Sortiment

### Ritter Sport
Seit 1932 führt das Unternehmen die Marke Ritter Sport für quadratische Schokoladen. Sie war 2020 für über 90 % des Umsatzes verantwortlich. Produkte außerhalb der Marke bot Ritter ab 1964 bis 2020 nicht an.
Fast alle Produkte der Marke sind Tafelschokoladen. Zu den wenigen Ausnahmen zählen die 1967 als „Ritter Bissen“ eingeführten Schokoladen-Rum-Riegel, die zuerst in „Ritter Drei“ und 1974 dann in „Ritter Rum“ umbenannt wurden. Seit 2012 werden sie als "Knusperstücke" bezeichnet. Zeitweise gab es neben „Jamaika Rum“ auch die Sorten „Ritter Fresh“ und „Ritter Nuss“ (bis 1984), seit 2021 „Ritter Sport Gin“ und seit 2025 „Ritter Sport Whisky“. 1988 brachte Ritter den Riegel Ritter Sport Balloon in vier verschiedenen Sorten auf den Markt, stellte jedoch 1993 mangels Erfolg die Produktion ein.

#### Markenauftritt

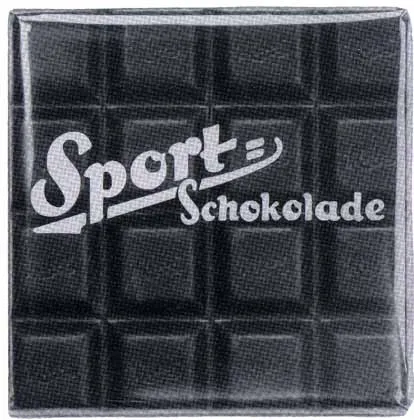
Die erste Ritter Sport-Schokolade, 1932

Ab 1947 war die Schokolade in braunem Zellophan verpackt, bis Ritter 1974 bunte Verpackungen einführte, wodurch jede Sorte farblich unterschieden werden konnte. Zudem wurden 1976 die Schlauchbeutelverpackung und die Knick-Öffnung eingeführt. Die geschützte Knick-Pack-Öffnung erlaubt das Öffnen des Schokoladenquadrates mit einem Knick. Die Packung ist mit der dabei entstehenden Lasche wieder verschließbar. Für die Verpackung wird seit 1991 recycelbares Polypropylen verwendet.
Das Firmenlogo ist insgesamt nur wenig verändert worden. Es besteht aus dem seit 1919 unveränderten Ritter-Schriftzug, darunter Sport, seit 1969 in großen Druckbuchstaben. Ab 1987 wurde es vor weißem Hintergrund von einem Quadrat umrandet. In der Regel ist die Schriftfarbe blau, der Quadrathintergrund weiß und der Quadratrahmen golden.
Über Jahre zog sich ein Rechtsstreit zwischen Ritter und Mondelēz International über die Markenfähigkeit der Form. Nachdem sich Mondelēz zunächst vor dem Bundespatentgericht mit dem Argument durchsetzte, das Markengesetz verbiete den Schutz von Formen, die durch die Art der Ware bedingt seien, unterlag Mondelēz im Oktober 2017 vor dem Bundesgerichtshof, der entschied, dass Ritter Sport den Markenschutz vorläufig behalten dürfe, und den Fall an das Bundespatentgericht zurückverwies. Nachdem dies die Klage dann abwies, stützte Mondelēz seine Klage auf eine andere Argumentation, nämlich auf den zuvor nicht geprüften Grund, nach dem eine Formmarke nicht erteilt werden dürfe, wenn die Form der Ware wesentlichen Wert verleihe. Als das Bundespatentgericht zugunsten von Ritter entschied, zog Mondelēz vor den Bundesgerichtshof, wo es 2020 unterlag.

#### Sorten
Die Sorten von Ritter-Sport-Schokolade bestehen aktuell aus 20 Standardsorten (Bunte Vielfalt), sechs Nusssorten (Nuss-Klasse), vier Single-Origin-Sorten (Kakao-Klasse) und weiteren Sondersorten. Die Verpackung jeder Sorte hat eine eigene Farbe, zum Beispiel Gelb für Ritter Sport Knusperflakes oder Weiß für Ritter Sport Joghurt. Neben den klassischen 100-Gramm-Tafeln wird das Sortiment durch regelmäßig saisonal angebotene Geschmacksrichtungen, Mini- oder 250-Gramm-Tafeln ergänzt. Seit 2004 gibt es die Schokowürfel, einzeln verpackte, quadratische Schokoladenstücke, die in einer Pappkartonbox verkauft werden.
Mitte 2009 veröffentlichte das Unternehmen eine Rangliste der damals fünf beliebtesten bzw. meistverkauften Standardsorten. Platz 1 belegte dabei die Sorte „Voll-Nuss“, gefolgt von „Nugat“, „Marzipan“, „Rum Trauben Nuss“ und „Alpenmilch“.
In der Mini-Version der Schokoladentafeln (etwa 17 Gramm je Tafel) sind entweder sieben (Bunter Mix) oder vier Sorten (Mix des Jahres) in unterschiedlicher Stückzahl in einer Sammelpackung verpackt. Bei den größeren Schokoladentafeln (seit 2006) gibt es als 250-Gramm-Tafeln neben einigen Standardsorten auch immer wieder exklusive Sorten, beispielsweise die Variante Goldschatz (40 % Kakao, seit 2008).
Darüber hinaus gibt es laktosefreie Sorten (Vollmilch und Voll-Nuss, seit 2012). 2016 wurden die ersten beiden veganen Sorten eingeführt und in den folgenden Jahren um weitere ergänzt, sie hatten 2020 ein Wachstum von 70 Prozent.
| Bezeichnung                  | Verpackungsfarbe | Verpackungsfarbe | Verpackungsfarbe                   | Markteinführung |
| ---------------------------- | ---------------- | ---------------- | ---------------------------------- | --------------- |
| Alpenmilch (30 %)            |                  |                  | hellblau                           | 1984            |
| Edel-Vollmilch (35 %)        |                  |                  | mittelblau                         | 2010            |
| Erdbeer Joghurt              |                  |                  | rosa                               | 2007            |
| Haferkeks + Joghurt          |                  |                  | grünblau                           | 2019            |
| Halbbitter (50 %)            |                  |                  | lila                               | 1950            |
| Haselnuss                    |                  |                  | grün                               | 2016            |
| Joghurt                      |                  |                  | weiß                               | 1971            |
| Kaffee Knusper               |                  |                  | hellbraun                          | 2022            |
| Kakao-Mousse                 |                  |                  | hellbraun                          | 2012            |
| Knusperflakes                |                  |                  | gelb                               | 1992            |
| Knusperkeks                  |                  |                  | schokobraun                        | 1998            |
| Knusper-Nuss                 |                  |                  | braun                              | 2023            |
| Kokos                        |                  |                  | himmelblau                         | 1979/2013       |
| Marzipan                     |                  |                  | rot                                | 1935            |
| Nugat                        |                  |                  | dunkelblau                         | 1935            |
| Pfefferminz                  |                  |                  | türkis                             | 1983            |
| Rum Trauben Nuss             |                  |                  | dunkelrot                          | 1964            |
| Trauben Nuss                 |                  |                  | mittelbraun                        | 1935            |
| Waffel                       |                  |                  | orangerot                          | 2018            |
| Weiß + Crisp                 |                  |                  | beige                              | 2011            |
| Cashew                       |                  |                  | dunkelbraun/hellgrün (Nuss-Klasse) | 2020            |
| Dunkle Voll-Nuss             |                  |                  | lila (Nuss-Klasse)                 | 2002            |
| Ganze Mandel                 |                  |                  | dunkelgrün (Nuss-Klasse)           | 1983            |
| Honig-Salz-Mandel            |                  |                  | orange (Nuss-Klasse)               | 2015            |
| Pistazie                     |                  |                  | hellgrün (Nuss-Klasse)             | 2025            |
| Voll-Nuss                    |                  |                  | dunkelbraun (Nuss-Klasse)          | 1968            |
| Weiße Voll-Nuss              |                  |                  | gelb (Nuss-Klasse)                 | 1990            |
| 55 % Die Milde aus Ghana     |                  |                  | hellblau/pink (Kakao-Klasse)       | 2019            |
| 61 % Die Feine aus Nicaragua |                  |                  | gelb/grün (Kakao-Klasse)           | 2019            |
| 74 % Die Kräftige aus Peru   |                  |                  | orange/dunkelblau (Kakao-Klasse)   | 2019            |
| 81 % Die Starke aus Ghana    |                  |                  | hellgrün/lila (Kakao-Klasse)       | 2020            |

| Bezeichnung                                                                   | Edition                                                              | Jahr                                                |
| ----------------------------------------------------------------------------- | -------------------------------------------------------------------- | --------------------------------------------------- |
| Vollmilch                                                                     | Standard (mittelblau)                                                | 1932–2010, durch Edel-Vollmilch ersetzt             |
| Marzipan-Pfefferminz                                                          | Standard (grün)                                                      | 1963–1983, durch Pfefferminz ersetzt                |
| Ovomaltine                                                                    | Standard                                                             | 1968–1978                                           |
| Kinder Sport                                                                  | Standard                                                             | 1973–1985                                           |
| Olympia (Honig-Nuss-Joghurt)                                                  | Standard (golden), Sommer-Sorte 1996                                 | 1980ff, 1996, 2010–2017, 2021–2024                  |
| Multi-Frucht                                                                  | Standard                                                             | 1986–1987                                           |
| Buttertrüffel und Orangenlikör                                                | Muttertag                                                            | 1988                                                |
| Joghurt-Lemon                                                                 | Sommer-Sorte                                                         | 1995–2000                                           |
| Joghurt-Orange                                                                | Sommer-Sorte                                                         | 1995–1999                                           |
| Erdnuss-Creme                                                                 | Sommer-Sorte                                                         | 1996                                                |
| Joghurt-Pfirsich-Maracuja                                                     | Sommer-Sorte                                                         | 1997–1999                                           |
| Diät Vollmilch                                                                | Diabetiker-Sorte                                                     | 1999–2012                                           |
| Diät Halbbitter                                                               | Diabetiker-Sorte                                                     | 1999–2012                                           |
| Diät Nugat                                                                    | Diabetiker-Sorte                                                     | 1999–2012                                           |
| Diät Joghurt                                                                  | Diabetiker-Sorte                                                     | 1999–2012                                           |
| Choc 2000 (Nussnugat-Kakaosplitter)                                           | Sonderedition                                                        | 2000                                                |
| Mocca-Sahne                                                                   | Standard (braun)                                                     | vorher auch als Sahne + Mocca (orange), eingestellt |
| Joghurt-Schwarze-Johannisbeere                                                | Sommer-Sorte                                                         | 2000–2003                                           |
| Joghurt-Erdbeer-Rhabarber                                                     | Sommer-Sorte                                                         | 2000–2003                                           |
| Pisten Crisp                                                                  | Limited Winter Edition                                               | 2001                                                |
| Erdnuss + Flakes                                                              | Active                                                               | 2001                                                |
| Karamell + Nuss                                                               | Active                                                               | 2001                                                |
| Milch + Cerealien                                                             | Active                                                               | 2001                                                |
| Vollmilch Smarties                                                            | Sonderedition                                                        | 2001–2003, 2023 (mini), 2024                        |
| Weiße Schoko Smarties                                                         | Sonderedition                                                        | 2001–2003, 2023 (mini), 2024                        |
| Joghurt-Rote-Grütze                                                           | Sommer-Sorte                                                         | 2002–2003                                           |
| Amaretto Trüffel                                                              | Wintersorte                                                          | 2002–2005                                           |
| Cointreau Trüffel                                                             | Wintersorte                                                          | 2002–2003                                           |
| Baileys Trüffel                                                               | Wintersorte                                                          | 2002–2004                                           |
| Cappuccino                                                                    | Standard (orange-braun)                                              | 2003, eingestellt                                   |
| Guarana-Crunch                                                                | Active                                                               | 2003                                                |
| Müsli-Crunch                                                                  | Active                                                               | 2003                                                |
| Nuss-Crunch                                                                   | Active                                                               | 2003                                                |
| Tiramisu                                                                      | Länder (Italien)                                                     | 2004                                                |
| Amarena Kirsch                                                                | Länder (Italien)                                                     | 2004                                                |
| Stracciatella                                                                 | Länder (Italien)                                                     | 2004                                                |
| Amarettini                                                                    | Länder (Italien)                                                     | 2004–2005                                           |
| Creme Caramel                                                                 | Länder (Frankreich)                                                  | 2004–2005                                           |
| Maple Walnut                                                                  | Länder (Kanada)                                                      | 2004–2005                                           |
| Kakaocreme                                                                    | Standard (beige-braun)                                               | 2004, eingestellt                                   |
| Himbeer-Zitrone-Joghurt                                                       | Sommer-Sorte                                                         | 2004                                                |
| Sauerkirsch-Vanille-Joghurt                                                   | Sommer-Sorte                                                         | 2004                                                |
| Erdbeer-Joghurt                                                               | Sommer-Sorte                                                         | 2004 (später Standard)                              |
| Crunchy Pops                                                                  | Quadrago                                                             | 2005                                                |
| Vollmilch + Knallbrause                                                       | Quadrago                                                             | 2005                                                |
| Milch + Kakao                                                                 | Quadrago                                                             | 2005                                                |
| Feinherb à la Mousse au Chocolat                                              | Standard (dunkelbraun)                                               | 2005, eingestellt                                   |
| Whiskey Trüffel                                                               | Wintersorte                                                          | 2004–2005                                           |
| Trüffel Irish Coffee                                                          | Wintersorte                                                          | 2005                                                |
| Trüffel Vanille Likör                                                         | Wintersorte                                                          | 2005–2006                                           |
| Blutorange / Blutorange Joghurt (weiß)                                        | Sommer-Sorte                                                         | 2005–2008                                           |
| Voll Erdnuss                                                                  | Standard (orange)                                                    | 2006, eingestellt                                   |
| Erdbeer-Rhabarber (weiß)                                                      | Sommer-Sorte                                                         | 2006                                                |
| Weiße Zitrone                                                                 | Sommer-Sorte                                                         | 2006, 2024 (mini)                                   |
| Espresso Crunch                                                               | WM 2006 Fan-Edition                                                  | 2006                                                |
| Golden Peanut                                                                 | WM 2006 Fan-Edition                                                  | 2006                                                |
| Sunny Crisp                                                                   | WM 2006 Fan-Edition                                                  | 2006                                                |
| Jamaika Rum Trüffel                                                           | Wintersorte                                                          | 2006–2009                                           |
| Batida de Coco Trüffel                                                        | Frühlingssorte                                                       | 2007                                                |
| Marc de Champagne Trüffel                                                     | Frühlingssorte                                                       | 2007–2008                                           |
| Erdbeer Joghurt (weiß)                                                        | Sommer-Sorte                                                         | 2007                                                |
| Dunkle Vollmilch (40 % Kakao)                                                 | Sorte des Jahres (hellgrün)                                          | 2007                                                |
| Rotwein Trüffel                                                               | Wintersorte                                                          | 2007                                                |
| Williams Birne Trüffel                                                        | Wintersorte                                                          | 2007–2008                                           |
| Neapolitaner-Waffel                                                           | Sorte des Jahres (dunkel-orange)                                     | 2008                                                |
| Feinherb 60 %                                                                 | Bio-Sorte, 65 g                                                      | 2008                                                |
| Ramazzotti                                                                    | Frühlingssorte                                                       | 2008–2009                                           |
| Eierlikör                                                                     | Frühlingssorte / Wintersorte                                         | 2008–2009                                           |
| Orangenlikör Trüffel                                                          | Wintersorte                                                          | 2008                                                |
| Mandelsplitter                                                                | Bio-Sorte, 65 g                                                      | 2008–2021                                           |
| Trauben Cashew                                                                | Bio-Sorte, 65 g                                                      | 2008–2021                                           |
| Vollmilch 35 %                                                                | Bio-Sorte, 65 g                                                      | 2008–2021                                           |
| Karamell Nuss                                                                 | Sorte des Jahres (orange)                                            | 2009                                                |
| Ritter Sport Freunde (Macadamia + Cashew + Mandel)                            | Sonderedition                                                        | 2009                                                |
| Schoko-Duo                                                                    | Standard (mittelblau/dunkelbraun)                                    | 2009, eingestellt                                   |
| Apricot Brandy                                                                | Frühlingssorte                                                       | 2009                                                |
| Pfirsich-Maracuja Joghurt                                                     | Sommersorte/Sommer-Genuss                                            | 2009–2011                                           |
| Waldbeer Joghurt                                                              | Sommersorte/Sommer-Genuss                                            | ab 2009                                             |
| Macadamia                                                                     | Bio-Sorte, 65 g                                                      | 2009–2021                                           |
| Spekulatius                                                                   | Wintersorte                                                          | 2009, 2017–2021                                     |
| Milchcreme Mandel                                                             | Sorte des Jahres (hellblau)                                          | 2010                                                |
| Kakaosplitter Nuss                                                            | Bio-Sorte, 65 g                                                      | 2010–2016                                           |
| Espresso                                                                      | Standard (kaffeebraun)                                               | 2010–2017                                           |
| Schokocreme                                                                   | Standard (dunkelbraun), nur 250 g                                    | 2010, eingestellt                                   |
| Cashew in Alpenmilch                                                          | Frühlingsspezialität                                                 | 2010                                                |
| Haselnuss Krokant                                                             | Frühlingsspezialität                                                 | 2010–2012                                           |
| Bourbon Vanille                                                               | Frühlingsspezialität                                                 | 2010–2012                                           |
| Nuss in Nugatcreme                                                            | Winterkreation                                                       | 2010                                                |
| Orangenmarzipan                                                               | Winterkreation                                                       | 2010–2011                                           |
| Vanillekipferl                                                                | Winterkreation                                                       | 2010–2011, 2014, 2025                               |
| Stracciatella                                                                 | Sommer-Genuss                                                        | 2010–2011                                           |
| Waldbeer Joghurt                                                              | Sommer-Genuss                                                        | 2010, 2012                                          |
| Milch + Knusperweizen                                                         | Standard (hellgelb), nur 250 g                                       | 2011–2013                                           |
| Noisette                                                                      | Standard (hellgrün)                                                  | 2011–2013                                           |
| Alpensahne Praliné                                                            | Frühlingsspezialität                                                 | 2011                                                |
| Amarena-Kirsch                                                                | Sommer-Genuss                                                        | 2011–2012                                           |
| Gebrannte Mandel                                                              | Winterkreation                                                       | 2011–2025                                           |
| Dunkle Nugatcreme                                                             | Winterkreation                                                       | 2012                                                |
| Edel-Nuss Mix                                                                 | 100 Jahre Ritter                                                     | 2012                                                |
| Kakaosplitter                                                                 | Frühlingsspezialität                                                 | 2012–2013                                           |
| Kokosmakrone                                                                  | Winterkreation                                                       | 2012–2013, 2016, 2020–2021                          |
| Weiße Cocos                                                                   | Sommer-Genuss                                                        | 2012–2013                                           |
| à la Crema catalana                                                           | Frühlings-Kreation                                                   | 2013–2014                                           |
| Caramel Orange                                                                | Winterkreation                                                       | 2013                                                |
| Karamel + Keks                                                                | Standard (orangebraun), nur 250 g                                    | 2013–2018                                           |
| Edel-Bitter (73 %)                                                            | Standard (dunkellila)                                                | 2013–2018                                           |
| Cookies & Cream                                                               | Frühlings-Kreation                                                   | ab 2013                                             |
| Erdbeer Vanille-Waffel                                                        | Sommer-Genuss                                                        | 2013–2014                                           |
| Himbeer-Cranberry Joghurt                                                     | Sommer-Genuss                                                        | 2013–2014                                           |
| Baiser Nuss                                                                   | Frühlings-Kreation                                                   | 2014                                                |
| Eiscafé                                                                       | Sommer-Genuss                                                        | 2014–2015                                           |
| Kaffee + Nuss                                                                 | Winterkreation                                                       | 2014                                                |
| Vanille-Mousse                                                                | Sorte des Jahres (beige)                                             | 2014–2016                                           |
| Honig-Salz-Mandel                                                             | Sorte des Jahres (orangerot)                                         | 2015 (aktuell Standard)                             |
| Haselnuss-Cookies                                                             | Frühlingsspezialität                                                 | 2015                                                |
| Himbeer Vanille                                                               | Frühlingsspezialität                                                 | 2015–2016                                           |
| Buttermilch-Zitrone                                                           | Sommer-Genuss, 2019 Frühlingsspezialität                             | 2015–2016, 2018–2019                                |
| Erdbeer-Minze                                                                 | Sommer-Genuss                                                        | 2015                                                |
| Vanilla Chai Latte                                                            | Winterkreation                                                       | 2015                                                |
| Nuss-Kipferl                                                                  | Winterkreation                                                       | 2015                                                |
| Dunkle Voll-Nuss Amaranth                                                     | Vegan                                                                | 2016–2022 (durch Crunchy Voll-Nuss ersetzt)         |
| Dunkle Mandel Quinoa                                                          | Vegan                                                                | 2016–2022 (durch Crunchy Mandel ersetzt)            |
| Knusper Tortilla Chips                                                        | Standard (orangerot)                                                 | 2016–2017                                           |
| Keks + Nuss                                                                   | Standard (beige)                                                     | 2016–2019                                           |
| Nuss-Splitter                                                                 | Standard (grün)                                                      | 2016–2023 (durch Haselnuss ersetzt)                 |
| Karamell-Mousse                                                               | Standard (karamellbraun)                                             | 2016–2020                                           |
| Karamellsplitter                                                              | Bio-Sorte, 65 g                                                      | 2016–2021                                           |
| Macadamia                                                                     | Nuss-Klasse (blau)                                                   | 2016–2023                                           |
| Hafer und Banane                                                              | Äffle und Pferdle Sonderedition 50.000 Stück                         | 2016                                                |
| Einhorn: Weiße Schokolade-Himbeer-Cassis                                      | Sonderedition 50.000 + 150.000 Stück                                 | 2016                                                |
| Weiße Joghurt-Mousse                                                          | Frühlingsspezialität                                                 | 2016–2017                                           |
| Brombeer Joghurt                                                              | Sommer-Genuss                                                        | 2016–2017                                           |
| Weiße Zimt Crisp                                                              | Winterkreation                                                       | 2016–2017, 2022–2023                                |
| Lebkuchen                                                                     | Weihnachtsedition                                                    | 2016–2020 (nur Mini), 2021 regulär                  |
| Kardamom-Zimt-Mandel                                                          | Weihnachtsedition, nur Mini                                          | 2016                                                |
| Haselnuss                                                                     | Weihnachtsedition (nur Mini), aktuell Standard (grün)                | 2017, ab 2023 Standard (ersetzt Nuss-Splitter)      |
| Schoko-Brownie                                                                | Sorte des Jahres, danach Standard (schokoladenbraun)                 | 2017–2020                                           |
| Weiße Mandel                                                                  | Nuss-Klasse (hellgrün)                                               | 2017–2020                                           |
| Johannisbeer Streusel                                                         | Frühlingsspezialität                                                 | 2017–2019                                           |
| Honig & Crisp                                                                 | Frühlingsspezialität                                                 | 2017–2018                                           |
| Erstklassige Schokolade: Weiße Schokolade mit Haselnuss- und Erdbeerstückchen | Sonderedition zum Aufstieg des VfB Stuttgart in die 1. Bundesliga    | 2017                                                |
| Circus HalliGalli – Vollmilch-Randale mit Flakes                              | Unterstützung des Red Nose Day in Kooperation mit Circus HalliGalli  | 2017                                                |
| Circus HalliGalli – Joghurt-Klatsche mit Crunch                               | Unterstützung des Red Nose Day in Kooperation mit Circus HalliGalli  | 2017                                                |
| Mandel                                                                        | Quadretti (dunkelgrün), nur 5 g                                      | 2017                                                |
| Pink Grapefruit                                                               | Sommer-Genuss                                                        | 2017                                                |
| Eiskakao-Creme                                                                | Sommer-Genuss                                                        | 2017–2018                                           |
| Kaffeesplitter                                                                | Sorte des Jahres, Standard (kaffeebraun)                             | 2018–2020                                           |
| Cranberry Nuss                                                                | Standard (pink)                                                      | 2020–2023 (zuvor ab 2018 als 250 g)                 |
| Zitronen-Waffel                                                               | Frühlingsspezialität / Sommersorte                                   | 2018–2019                                           |
| Himmlische Beere (Himbeer-Joghurt-Crisp)                                      | Sommer-Fan-Kreation                                                  | 2018                                                |
| Schoko & Gras (Hanfsamen im Vollmilchrausch)                                  | Sonderedition 100.000 Stück                                          | 2018                                                |
| Nuss + Crisp                                                                  | Winterkreation                                                       | 2018                                                |
| Weihnachtsmini (Kakaocreme-Mandel-Gewürze)                                    | Weihnachtsedition, nur Mini                                          | 2018                                                |
| Erste Ernte                                                                   | Sonderedition 30.000 Stück, Milchschokolade (54 %) aus eigener Ernte | 2018                                                |
| Sesam                                                                         | Vegan                                                                | 2019–2022                                           |
| Mandel Orange                                                                 | Standard (blaugrün)                                                  | 2019–2023                                           |
| Haferkeks + Joghurt                                                           | Frühlingsspezialität                                                 | 2019 (aktuell Standard)                             |
| Himbeer Joghurt                                                               | Sommersorte                                                          | 2019                                                |
| Erdbeer-Mousse                                                                | Sommersorte                                                          | 2019                                                |
| Dunkle Minz Crisp                                                             | Winterkreation                                                       | 2019                                                |
| Weihnachtstafel (mit weihnachtlichen Gewürzen)                                | Sonderedition, 145 g                                                 | 2019                                                |
| Weihnachtstraum (mit weihnachtlichen Gewürzen)                                | Sonderedition, 145 g                                                 | 2020                                                |
| Marhaba (Joghurt Honig Nuss)                                                  | Fernweh-Edition (Marokko, gelb)                                      | 2020–2021                                           |
| Hula Hula (Kokoswaffel)                                                       | Fernweh-Edition (Hawaii, grün)                                       | 2020–2021                                           |
| Buenos Días (Weiße Mango Maracuja)                                            | Fernweh-Edition (Costa Rica, orange)                                 | 2020–2023                                           |
| Goldschatz (40 % Kakao)                                                       | Sonderedition, 145 g                                                 | 2020 (zuvor schon als 250 g (seit 2008) und Mini)   |
| Don Schoko (40 % Kakao)                                                       | Sonderedition, aus eigener Ernte                                     | 2020                                                |
| Cacao y Nada                                                                  | Sonderedition, 100 % Kakao gesüßt mit Kakaofruchtfleisch             | 2021                                                |
| Pur                                                                           | Vegan                                                                | 2022 (durch Mild Classic ersetzt)                   |
| Himbeer Rose                                                                  | Sonderedition                                                        | 2022                                                |
| Hi there (Salted Caramel)                                                     | Fernweh-Edition (USA, gelb)                                          | 2022–2023                                           |
| Konnichiwa (Kirsch Mandel)                                                    | Fernweh-Edition (Japan, rosa)                                        | 2022                                                |
| Ingame (Banane Joghurt)                                                       | Sonderedition                                                        | 2022                                                |
| Knusper-Nuss (Cornflakes und Haselnüsse)                                      | Sonderedition (250 g), Standard (braun)                              | 2022, aktuell Standard (seit 2023)                  |
| Schokolinsen (Vollmilch)                                                      | nur Mini                                                             | 2022                                                |
| Schokolinsen (Weiße Schokolade)                                               | nur Mini                                                             | 2022                                                |
| Vollmilch Karamell & Weiße Erdbeer                                            | Fan-Edition                                                          | 2022                                                |
| Kaffee Knusper                                                                | Winteredition, Standard (hellbraun)                                  | seit 2022, aktuell Standard (seit 2023)             |
| El Cacao 40 %                                                                 | Sonderedition Manufaktur, 55 g                                       | seit 2022                                           |
| El Cacao 72 %                                                                 | Sonderedition Manufaktur, 55 g                                       | seit 2022                                           |
| Pistazie                                                                      | Sonderedition Manufaktur, 55 g                                       | seit 2022                                           |
| Macadamia-Tonka                                                               | Sonderedition Manufaktur, 55 g                                       | seit 2022                                           |
| Hola amigos (Crispy Banana)                                                   | Fernweh-Edition (Südamerika, hellgrün)                               | 2023                                                |
| Mild Classic                                                                  | Vegan                                                                | seit 2023 (war Pur)                                 |
| Crunchy Mandel                                                                | Vegan                                                                | seit 2023 (war Dunkle Mandel Quinoa)                |
| Crunchy Voll-Nuss                                                             | Vegan                                                                | seit 2023 (war Dunkle Voll-Nuss Amaranth)           |
| Roasted Peanut                                                                | Vegan                                                                | seit 2023                                           |
| Salted Caramel                                                                | Vegan                                                                | seit 2023                                           |
| Kakaokeks-Nuss                                                                | Sonderedition                                                        | 2023                                                |
| Crunchy Creamy Winter                                                         | Winterkreation                                                       | 2023–2024                                           |
| Crispy Cookie                                                                 | Vegan                                                                | seit 2024                                           |
| Coffee Duo (Milky Macchiato + Crunchy Coffee)                                 | Duo (218 g)                                                          | seit 2024                                           |
| Crunchy Duo (Crispy Cream + Choco Crunch)                                     | Duo (218 g)                                                          | seit 2024                                           |
| Fruity Duo (Crazy Cassis + Be My Berry)                                       | Duo (218 g)                                                          | seit 2024                                           |
| Sweet'N Salty Duo (Caramel Crush + Big Brownie)                               | Duo (218 g)                                                          | seit 2024                                           |
| Groovy Crunchy Brezel                                                         | Sonderedition                                                        | 2024–2025                                           |
| Chill Out Creamy Milk                                                         | Sonderedition                                                        | 2024                                                |
| Funky White Lemon                                                             | Sonderedition                                                        | 2024–2025                                           |
| Weiße Kokosflakes                                                             | Sonderedition (mini)                                                 | 2024                                                |
| Weiße                                                                         | Sonderedition "Black & White" (mini)                                 | 2024                                                |
| Salted Caramel                                                                | Sonderedition (mini)                                                 | 2024                                                |
| Winter Mandel Mousse                                                          | Winterkreation                                                       | 2024                                                |
| Double Crunch                                                                 | Vegan                                                                | seit 2025                                           |
| Lakritz                                                                       | Sonderedition                                                        | 2025                                                |
| Weiße Lakritz                                                                 | Sonderedition                                                        | 2025                                                |
| Amicelli                                                                      | Sonderedition                                                        | 2025                                                |
| Cookie Duo (Choco'n Cookie + Cookie'n Cream)                                  | Duo (218 g)                                                          | 2025                                                |
| Haribo Pico-Balla                                                             | Sonderedition                                                        | 2025                                                |
| Weiße Spekulatius                                                             | Winterkreation                                                       | 2025                                                |

### Andere Marken
Mit dem Erwerb des Produktionsstandorts Breitenbrunn 2020 erwarb Ritter zugleich die Markenrechte an den Waffelröllchen Amicelli sowie der eingestellten Produkte Fanfare und Banjo. Ritter stellt jährlich 2000 Tonnen der Amicelli-Produkte her. Zwar erklärte Ritter, an Plänen zur Reaktivierung der beiden anderen Marken Fanfare und Banjo zu arbeiten, bis 2023 wurden solche jedoch nicht umgesetzt.
2019 gründete Ritter in der Tochtergesellschaft Hang zur Sonne GmbH zwei hausinterne Start-ups. Zum einen die PURmacherei, die Snacks aus natürlichen Zutaten herstellte, und im August 2024 ihren Betrieb einstellte. Hier wurden bisher die beiden Produktlinien KakaoWUMMS und HaferHAPS auf den Markt gebracht. Daneben existiert CacaoVida, die mit Getränken aus der Kakaofrucht experimentieren und seit 2021 einen Eistee, eine Limonade und einen Prosecco anbieten. Beide Produktlinien werden nur online und auf Test- und Teilmärkten angeboten.

## Umwelt- und Verbraucherschutz
Für die Umverpackung der Produkte wird seit 1991 recycelbares Polypropylen verwendet. Seit Mitte der Neunzigerjahre nimmt das Unternehmen an der Öko-Audit-Verordnung teil.
Auf Betreiben von Marli Hoppe-Ritter unterstützte das Unternehmen seit 1990 ökologisch wirtschaftende Kooperativen kakaoproduzierender Bauern in Nicaragua, der Großteil des Bioanbaus wurde jedoch 2013 eingestellt, da die damit produzierten Sorten erfolglos blieben. Der Schokoladenhersteller hat 2012 eine eigene Kakaoplantage in Nicaragua angelegt, nach eigener Aussage die „größte zusammenhängende Kakaoplantage der Welt“. 2018 wurde geplant, dass ein Drittel des benötigten Kakaos aus dieser Plantage in Nicaragua bezogen werden soll. In seiner Zeit als operativer Vorsitzender von 2005 bis Ende 2014 ließ Alfred Theodor Ritter naturidentische Aromastoffe durch natürliche Aromen ersetzen.
Seit 2002 wird in Waldenbuch ein Blockheizkraftwerk für die Energieproduktion der Schokoladenherstellung eingesetzt. 2012 wurde der Energiebedarf für die Schokoladenproduktion in Waldenbuch zu einem Drittel aus selbst erzeugter erneuerbarer Energie gedeckt. Nach eigenen Angaben ist die Produktion des Unternehmens am Standort Waldenbuch seit 2020 klimaneutral und wurde dementsprechend zertifiziert. Stand 2021 werden 70 Prozent des Wärme- sowie 40 Prozent des Strombedarfs durch das Blockheizkraftwerk gedeckt. Alfred Ritter plant, bis 2025 für die gesamte Wertschöpfungskette des Unternehmens die Klimaneutralität zu erreichen.
2017 erhielt Ritter den Deutschen Nachhaltigkeitspreis 2018 als Deutschlands nachhaltigstes mittelgroßes Unternehmen. In der „Chocolate Scorecard 2022“, einer vergleichenden Übersicht zu den Umständen der Produktion unter Leitung australischer Universitäten, erhielt das Unternehmen nur eine Einstufung im unteren Mittelfeld und wurde auf Basis ökologischer und sozialer Kriterien auf Rang 23 von 35 Unternehmen eingestuft. 2024 rückte Ritter auf Platz 2 (unter 38 Herstellern) des Rankings vor.
2022 nahm das Unternehmen in Kooperation mit der zum Unternehmen gehörenden Ritter Energie- und Umwelttechnik GmbH & Co. KG, Dettenhausen und den Stadtwerken Tübingen auf der neu erbauten Lagerhalle im baden-württembergischen Dettenhausen eine solarthermische Dachanlage für die Energieversorgung der Gemeinde in Betrieb.

## Kontroversen
Auf Initiative von Alfred Theodor Ritter wurden 2008 im Unternehmen die in den untersten Lohngruppen tätigen Mitarbeiter in etwas höhere eingruppiert. Zugleich lagerte das Unternehmen die Konfektionierung zu einem Subunternehmen aus, das niedrigere Löhne als nach dem Tarifvertrag der Süßwarenbranche zahlt. Im Januar 2008 ermittelte das Bundeskartellamt gegen elf deutsche Süßwarenhersteller, Auslöser war ein Kronzeugenantrag der Mars GmbH, bis Anfang 2013 wurden in vier Verfahren Geldbußen von knapp über 60 Mio. Euro verhängt, darunter eine Geldbuße in Höhe von insgesamt 7,5 Mio. Euro auch gegen die Alfred Ritter GmbH & Co. KG.
Die Sorte „Voll-Nuss“ wurde Ende November 2013 von der Stiftung Warentest mit „mangelhaft“ bewertet. Der Bewertung lag die Annahme zugrunde, dass der nachgewiesene Aromastoff Piperonal in den benötigten Mengen nicht auf „natürliche“ Weise gewonnen werden könne. Ritter Sport verwies auf eine eidesstattliche Garantieerklärung des Aromen-Zulieferers Symrise, nach der es sich um natürliches Aroma handele, das „ausschließlich natürlichen Ursprungs“ und „voll verkehrs- wie auch genussfähig sei“. Im November 2013 erwirkte Ritter Sport eine einstweilige Verfügung, die der Stiftung die Behauptung, Ritter Sport verwende chemisch hergestellte Aromen in seiner Nuss-Schokolade, verbot. Im Januar 2014 bestätigte das Landgericht München I die Entscheidung. Ein Berufungsverfahren vor dem Oberlandesgericht München weil das Test-Gesamturteil lediglich auf einer indirekten Schlussfolgerung über die Gewinnung eines der Inhaltsstoffe beruhe und keine sachlich gerechtfertigte Kritik am getesteten Produkt darstelle, entschied das OLG am 9. September 2014 ebenfalls gegen Stiftung Warentest. Ende September 2014 gab Stiftung Warentest bekannt, das Urteil anzuerkennen und den Rechtsstreit nicht fortsetzen zu wollen.
Im Februar 2021 brachte Ritter Sport eine Neuheit heraus: Cacao Y Nada („Kakao und nichts“). Ritter Sport warb damit, dass das Produkt zu 100 % aus Kakao bestehe und behauptete, dass sie dieses Produkt nicht Schokolade nennen dürften, weil (wie es in der Schokoladen-Verordnung heißt) kein Zucker zugesetzt wird. Diese Behauptung war ein Marketing-Gag. Die damalige Bundesministerin für Ernährung und Landwirtschaft, Julia Klöckner, stellte klar, dass Ritter Sport ihre neue Kreation sehr wohl Schokolade nennen dürfe: „Die Kakaoverordnung begrenzt die Verwendung zuckerhaltiger Zutaten nicht auf bestimmte Zuckerarten. Deshalb müsste ein Produkt, das natürlichen Kakaosaft verwendet, nach Einschätzung unseres Ministeriums auch unter der Bezeichnung Schokolade verkauft werden dürfen.“
Nach dem Russischen Überfall auf die Ukraine 2022 geriet das Unternehmen in Kritik, da es weiterhin an dem Geschäft in Russland festhielt. Chef Andreas Ronken verwies darauf, dass 200 Jobs in Deutschland an dem Russlandgeschäft hingen und der Verkauf auch wichtig für die Kakaobauern in Westafrika sowie in Mittel- und Südamerika sei, die sonst ihre Existenzgrundlage verlören. Investitionen und Marketingaktivitäten in Russland seien jedoch gestoppt worden. Im Januar 2023 wurde mitgeteilt, dass aus den Erlösen des Russland-Geschäfts ein Betrag von 1,51 Millionen Euro an verschiedene Organisationen gespendet wurde. Laut Medienberichten spendet Ritter Sport die Gewinne aus seinem Russlandgeschäft an die Ukraine.